# Simcoe Place
La Simcoe Place est un gratte-ciel de bureaux de 148 mètres de hauteur construit à Toronto de 1993 à 1995. L'immeuble a été conçu par l'agence d'architecture Norr Partnership et l'agence de l'uruguayen Carlos Ott qui a conçu l'opéra de Paris.
Le bâtiment est desservi par 17 ascenseurs.